# Alles (muziekgroep)
Alles was een Volendamse groep die in augustus 1969 een single opnam met de titel Murdock 9-6182. Dat was ook het enige nummer dat door deze band is voortgebracht.
Murdock 9-6182 komt van de elpee On the double van de Golden Earrings en werd gecomponeerd door George Kooymans. Het nummer werd opgenomen met Peter Koelewijn en voor de B-kant gebruikte hij het door Arnold Mühren geschreven Deus bonus est. Mühren was destijds verbonden aan de - eveneens - Volendamse groep The Cats.

## Bezetting
Alles bestond uit Jan de Boer, Evert-Jan Reilingh, Jack Veerman (Dekker) en Evert Jan Veerman (Jash). Ook speelde Cor Veerman (Dekker) een korte tijd mee.

## Hitlijsten
In augustus 1969 reikte de single tot een 29e positie in de Top 40 en hield het daar vier weken uit. In de Volendam Top 100 die op eerste kerstdag 2007 werd uitgezonden, eindigde deze single op een 52e positie.